# ファブリス・デ・ノーラ

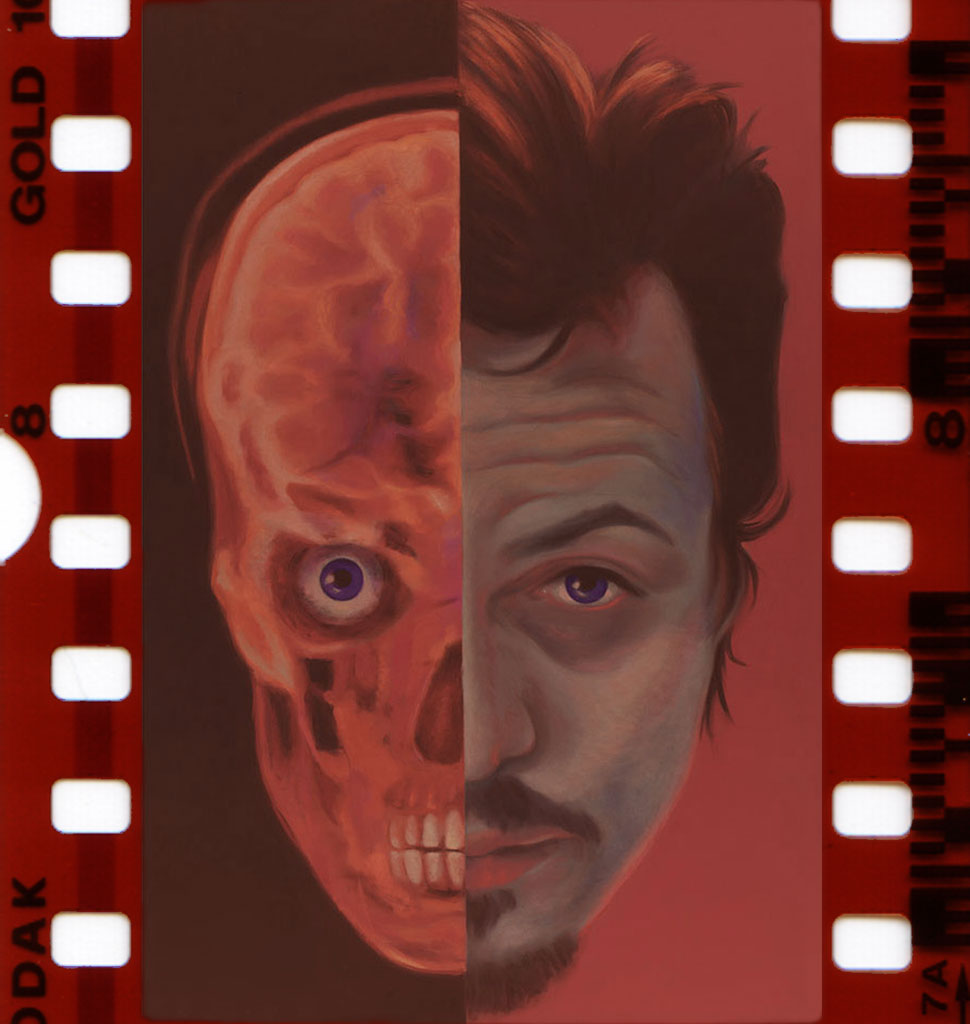
1999年の自画像

ファブリス・デ・ノーラ（Fabrice de Nola、1964年 - ）は、メッシーナ生まれのイタリアのアーティスト。
2006年QRコードを組み込んだ絵画を世界で初めて完成した。
2008年には、ローマで開催された第15回クアドレンナーレに出展。彼の作品は、イタリアで最大規模を誇る現代アートコレクション ファルネジーナ・コレクション（コレッツィオーネ・ファルネーゼーイタリア外務省）やローマ現代アート美術館マクロなどに収蔵されている。

## 芸術活動
彼の作品は、常にイメージ化した人工物と自然との関わりが表現されている。代表的な「インヴェルセ（逆さま）」や「ネウラル・プロ（ニューラル・プロ）」、またQRコードを使用した作品群は、このコンセプトで彼のアイデアをビジュアル化している。「インヴェルセ（逆さま）」シリーズでは、写真と絵画との曖昧な境界を、「ネウラル・プロ（ニューラル・プロ）」では、人間とマンマシンインタフェースの共生を表現。
QRコードを使った作品では、伝統的な油絵をインタラクティブなコミュニケーションツールに進化させることに挑戦。